# Schwarzbach (Elterlein)
Schwarzbach è un villaggio di 530 abitanti del libero stato della Sassonia, Germania, nel circondario di Erzgebirgskreis. Comune autonomo fino al 1996 quando venne inglobato nel comune di Elterlein.